# Zaratamo
Zaratamo és un municipi de la província de Biscaia, País Basc, pertanyent a la comarca de Gran Bilbao. El municipi està dividit en una zona baixa, de caràcter eminentment industrial, situada prop d'Arrigorriaga a la vora del Nerbion, que contrasta notablement amb els barris situats en la zona alta de la localitat. Elexalde és el principal nucli urbà. És format per diversos barris de marcat caràcter rural i abrigada pels monts Upo (597 m) i Artanda (554 m), 

## Política
El seu alcalde és Roberto Ibarretxe, d'Eusko Alkartasuna, que va ser triat en les últimes eleccions municipals, seguit de prop pel candidat de Eusko Alderdi Jeltzalea - Partit Nacionalista Basc. El PSE-EE, PP i Ezker Batua-Aralar no van assolir representació en el municipi.